# Jean-Pierre Goy
Jean-Pierre Goy (Francia, 1961) es un doble de riesgo de escenas peligrosas con motocicletas. Su aparición más conocida la realizó en El mañana nunca muere, de la saga de James Bond. También ha participado en Honor Bound (1988).
Tiene una relación especial con la marca de motocicletas BMW.
Interpretó a Batman en The Dark Knight para las escenas con la Batpod.